# Louis Glaser

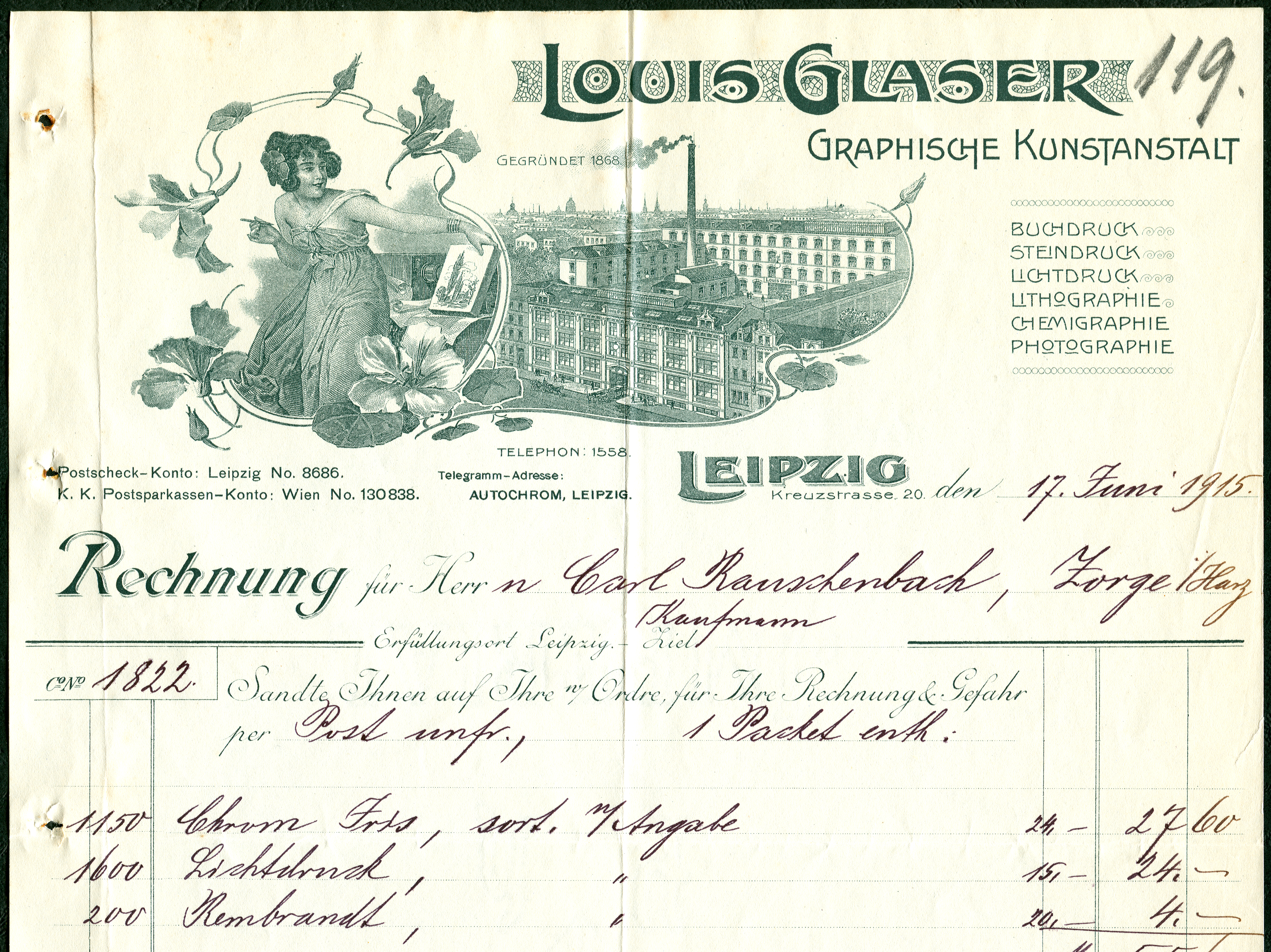
Jugendstil-Briefkopf der 1868 gegründeten Graphischen Kunstanstalt mit einem Stich der Fabrikgebäude an der Kreuzstraße 20 in Leipzig aus der Vogelperspektive

Louis Glaser in Leipzig war eine im 19. Jahrhundert gegründete Druckerei für Buch- und Steindruck sowie Vervielfältigungen durch Lichtdruck, Chemigrafie und Fotografie. Sitz der Lithografischen Anstalt mit angeschlossenem Kunstverlag, die sich unter anderem auf die Herstellung von Ansichtskarten spezialisiert hatte und deren Telegrammadresse „Autochrom, Leipzig“ lautete, war der Fabrik- und Gebäudekomplex unter der zeitweiligen Adresse Kreuzstraße 20 im Graphischen Viertel in Leipzig.

## Geschichte

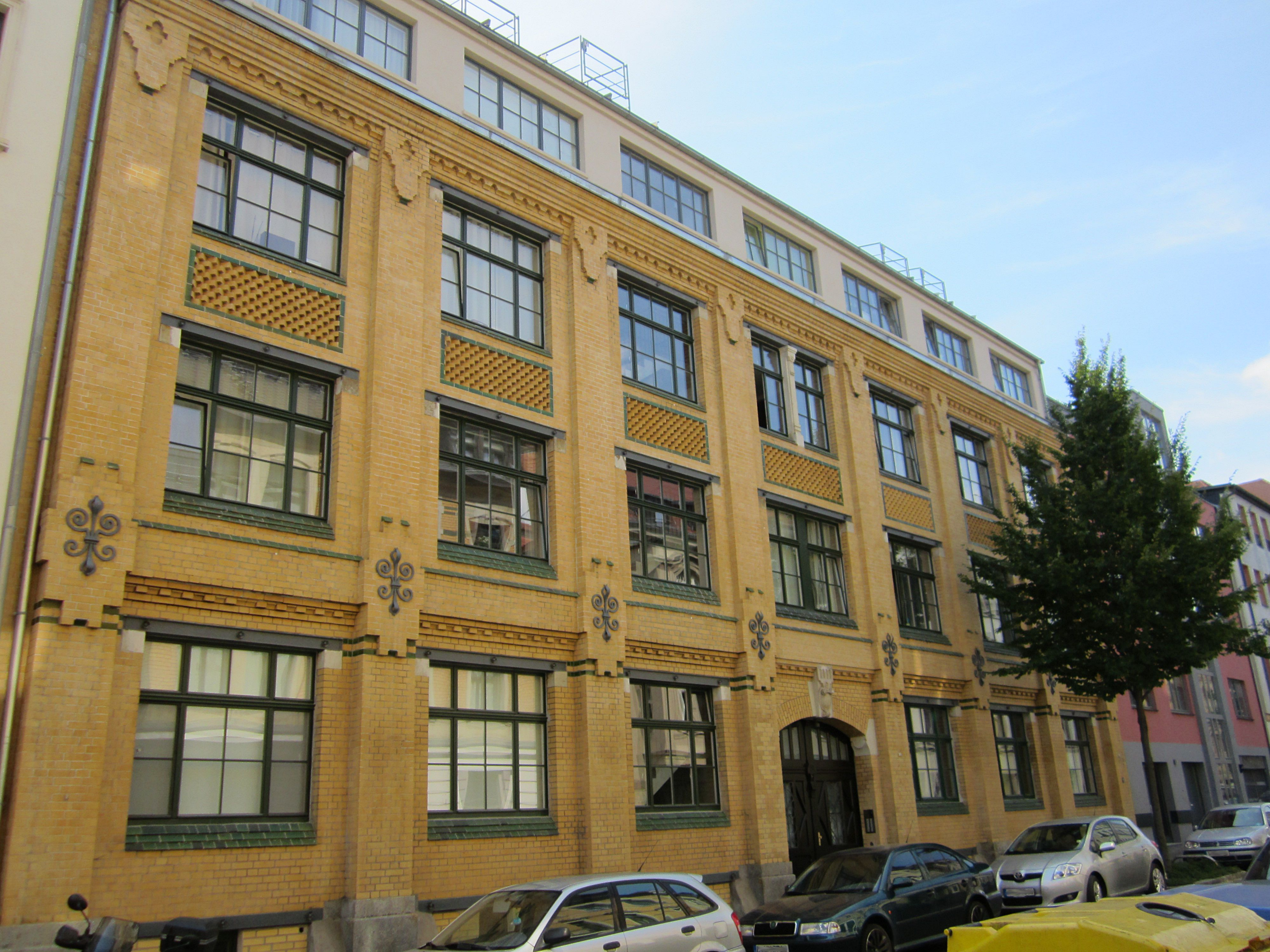
Der denkmalgeschützte Gebäudeflügel Kreuzstraße 20 in Leipzig;
Architekt: Curt Nebel, 1901

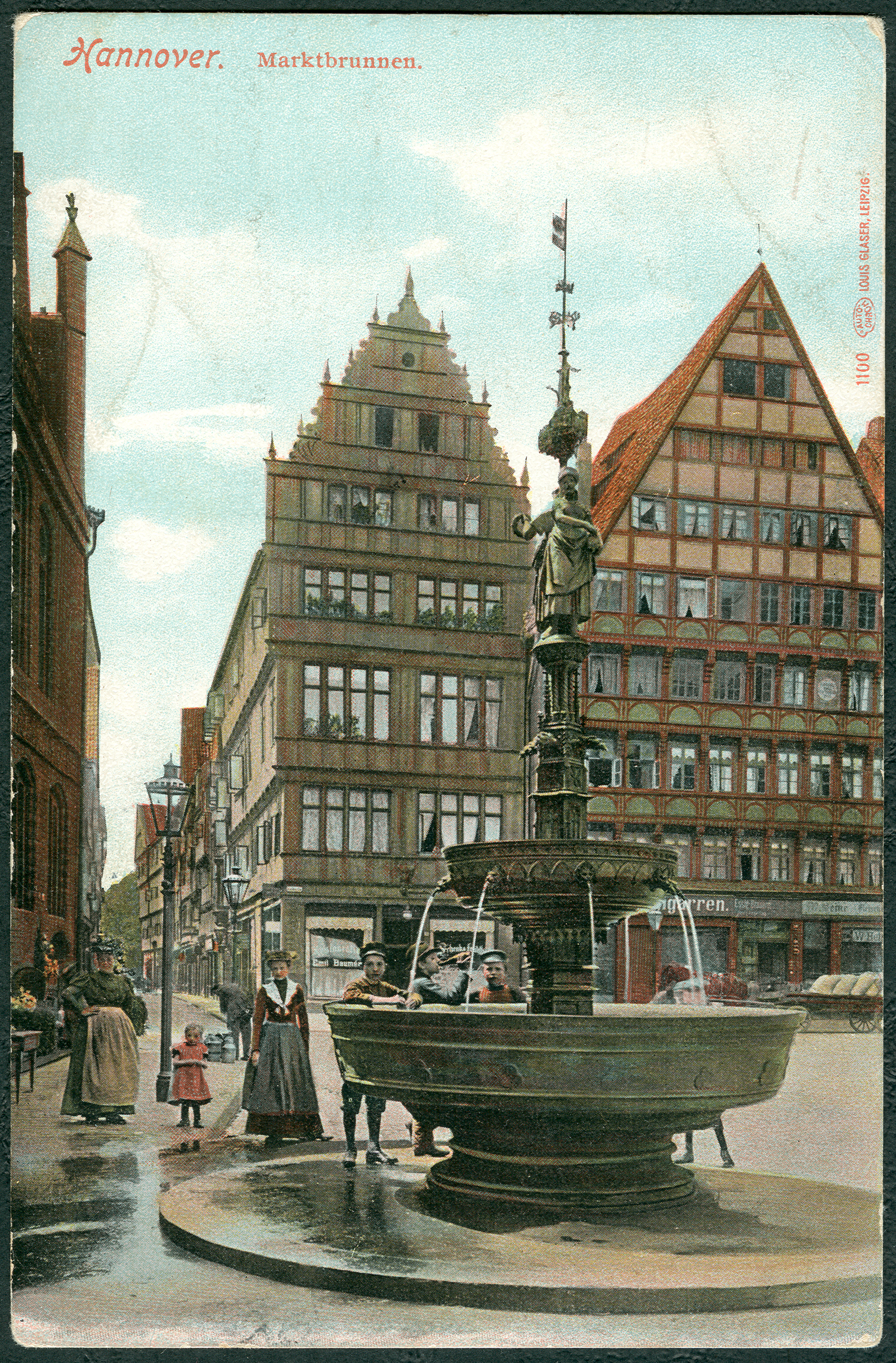
Von Louis Glaser „autochrom“ kolorierte Ansichtskarte;
Motiv von Hannover, fortlaufende Nummer 1100, um 1900

Das 1868 von dem Namensgeber Louis Glaser (* um 1842; † 1911) in Leipzig gegründete Unternehmen schloss sich schon während der sogenannten Gründerjahre im Jahr 1874 oder im Mai 1875 mit Carl Garte zum Verlag Glaser & Garte zusammen. 1881 oder 1882 gründete Louis Glaser einen eigenen Kunstverlag, für den der Architekt Curt Nebel 1901 ein neues Druckereigebäude an der Kreuzstraße 20 errichtete.
Nach dem Tode von Louis Glaser führten dessen Söhne Max und Paul das Unternehmen als Gesellschafter weiter. 1929, im Jahr der Weltwirtschaftskrise, übernahm das Druckereiunternehmen Heinrich Ferdinand Jütte die Kunstanstalt L. Glaser und zog in dessen Gebäude in der Kreuzstraße ein, das noch bis in das Jahr 2003 hinein als Druckereigebäude diente und mit lediglich einem erhaltenen und schließlich sanierten Gebäudeflügel zum Wohnhaus umgenutzt wurde.

## Der Glaser/Frey Lithographische Prozess

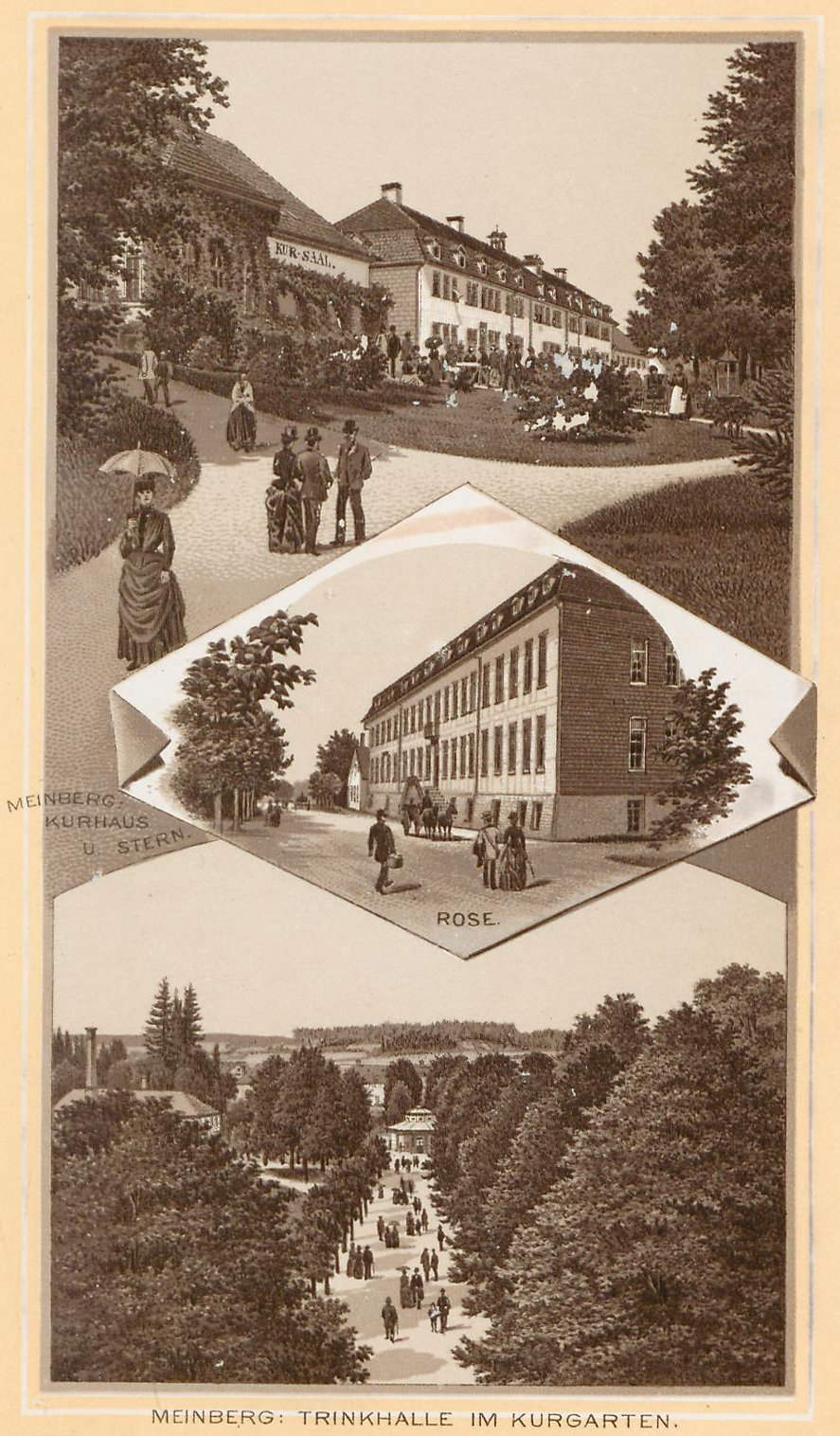
Idealisierte Ansichten aus Bad Meinberg, um 1901 im Glaser/Frey Lithographischen Prozess hergestellt

Bereits in den letzten Jahrzehnten des 19. Jahrhunderts war Louis Glaser international tätig geworden und gab – ähnlich wie auch andere damalige Verlage – zahlreiche Souvenir-Alben mit Ansichten verschiedener Regionen heraus. Die Ansichten aus dem Hause Glaser beispielsweise der Vereinigten Staaten von Amerika wirkten teilweise jedoch durch ihre Textur und Farbgebung auf den ersten Blick wie Fotografien. Tatsächlich lagen den Aufnahmen zunächst echte, an den jeweiligen Orten aufgenommene Fotografien verschiedener Urheber zugrunde. Diese Fotos wurden dann jedoch idealisierend abgezeichnet unter Fortlassung störender oder Hinzufügung gewünschter Bildelemente und schließlich als Lithographie in verschiedenen Druckdurchgängen mit bis zu 5 und mehr Steindruck-Platten erzeugt. Der so erzeugte monochromatische Effekt etwa in den Farbabstufungen vom sehr hellen bis hin zum dunkelsten sepia-grau oder reinschwarz war bei den in den USA tätigen Lithografen bis dahin kaum oder gar nicht bekannt. Dieser sogenannte Glaser/Frey Lithographische Prozess, benannt nach Louis Glaser in Leipzig und Charles Frey in Frankfurt am Main, vermittelten nicht nur den gewünschten „beschönigenden“ Effekt, sondern hinterließen beim Betrachter den Eindruck einer in die Tiefe reichenden Aufnahme – eine Illusion, die bis dahin übliche Lithografien nicht erreicht hatten.

## Weitere Produktbeispiele

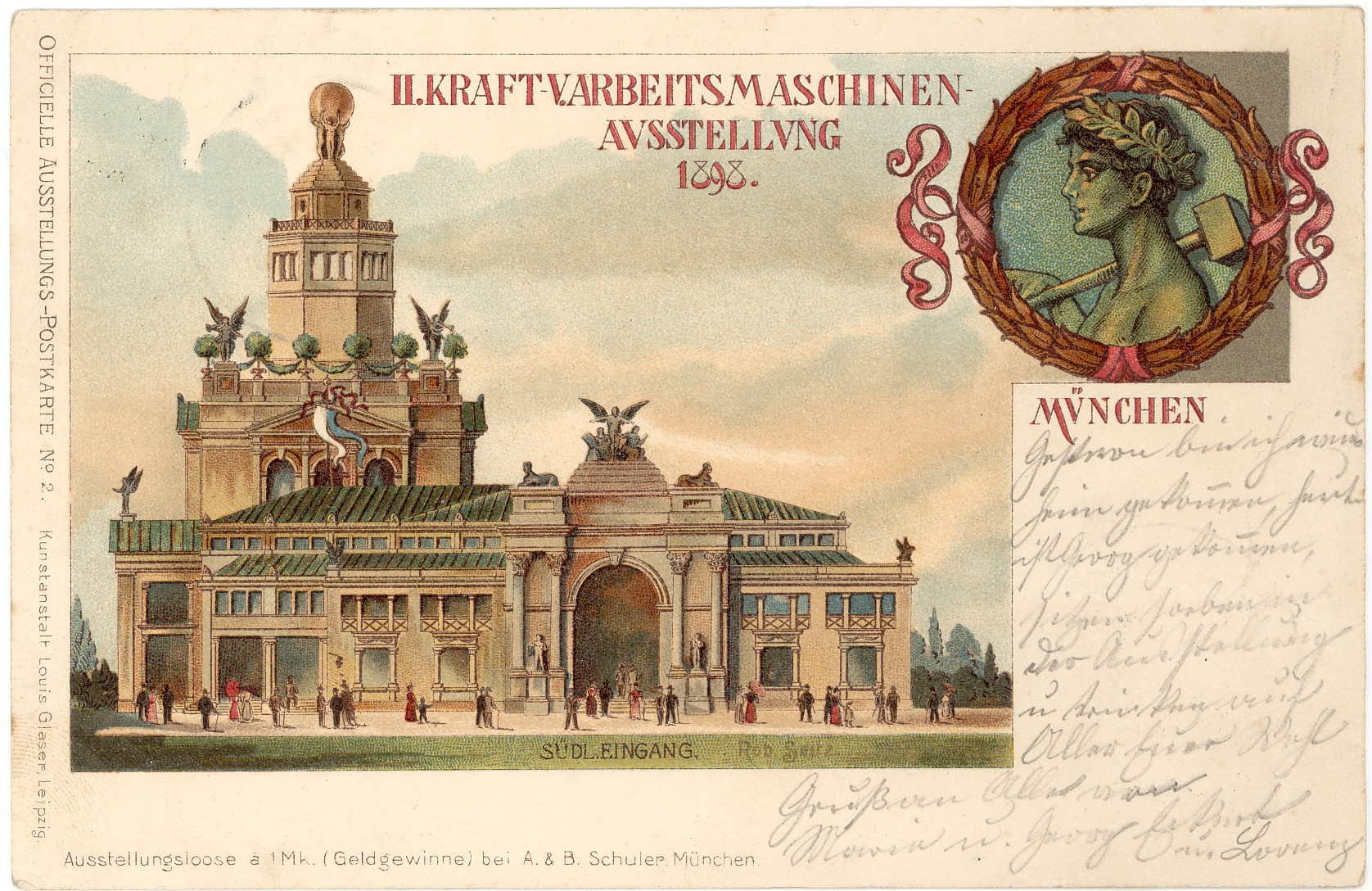
II. Kraft- und Arbeitsmaschinen-Ausstellung 1898 in München; „Officielle Ausstellungs-Postkarte No. 2“; Künstlersignatur Rob. Seitz
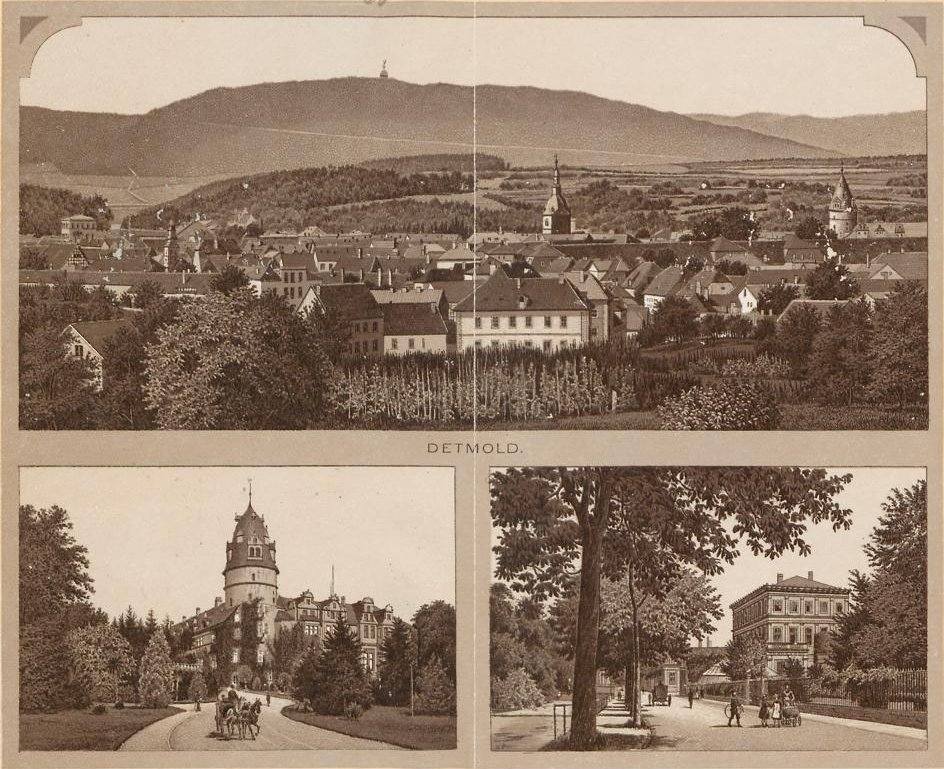
Scheinbar Fotografien (hinter Passepartout) von Detmold; im Bildband Detmold und der Teutoburger Wald, 1901
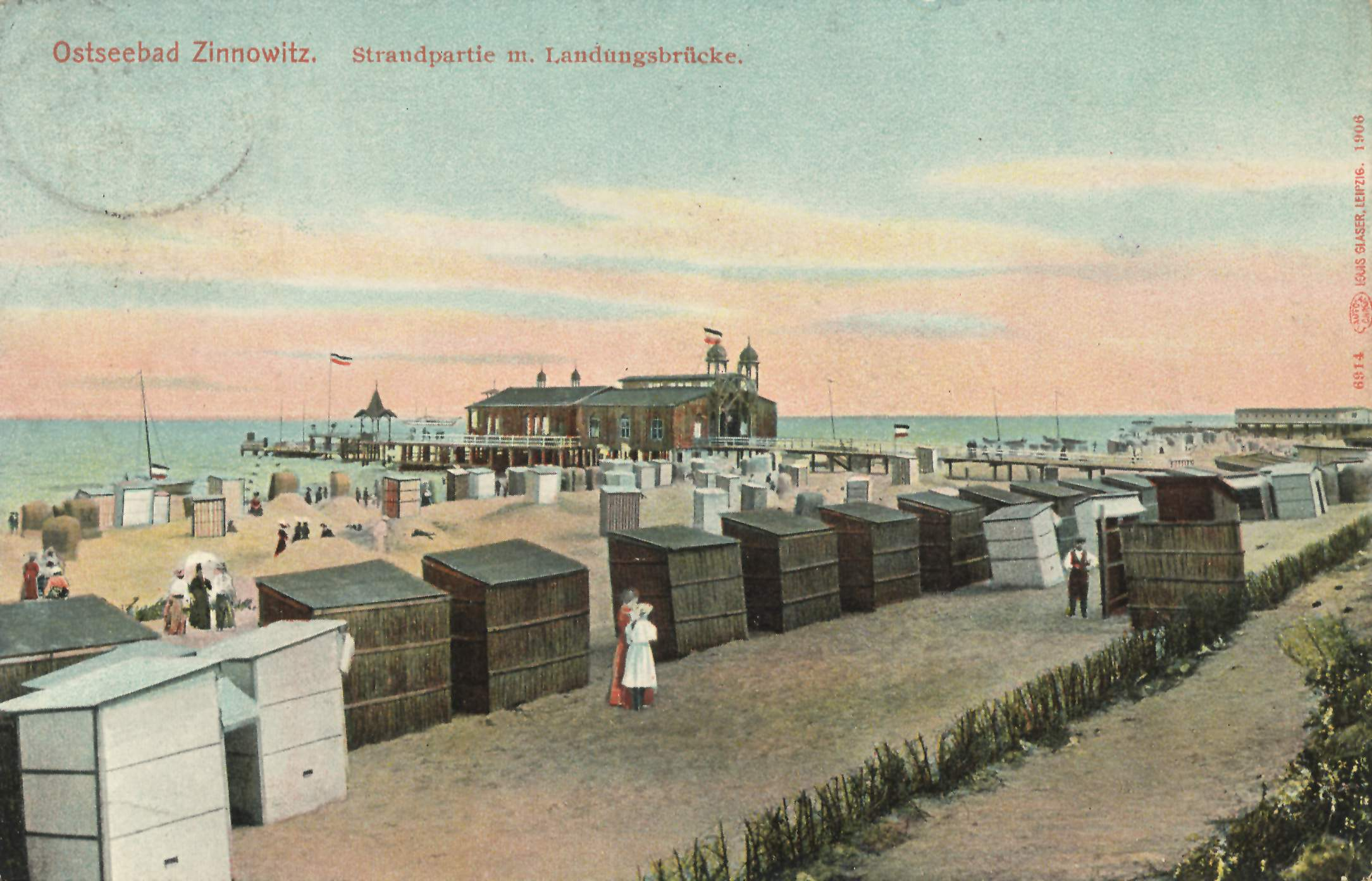
Lithografierte Ansichtskarte vom „Ostseebad Zinnowitz“ auf der Insel Usedom
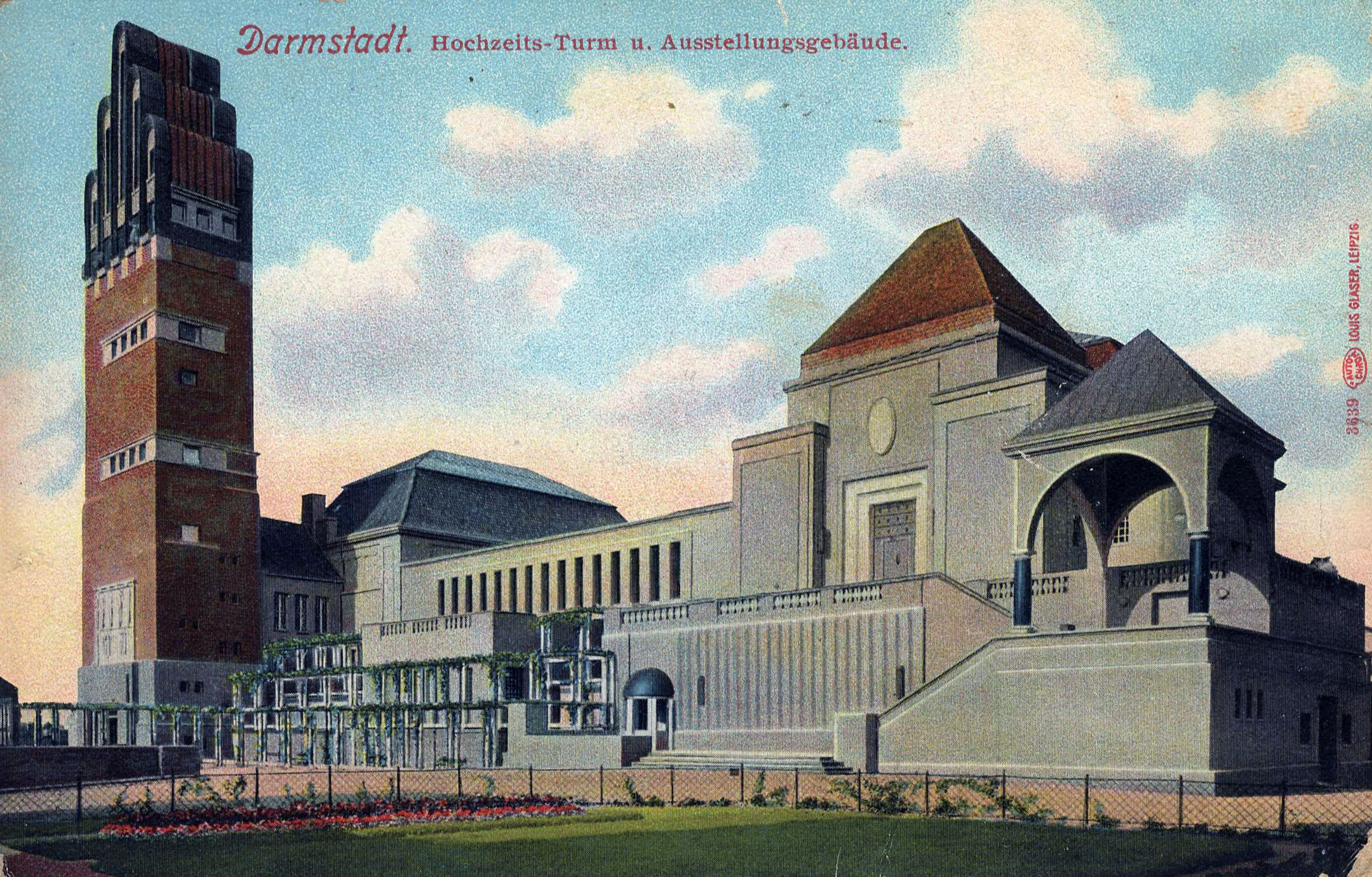
Hochzeitsturm und Ausstellungsgebäude in Darmstadt
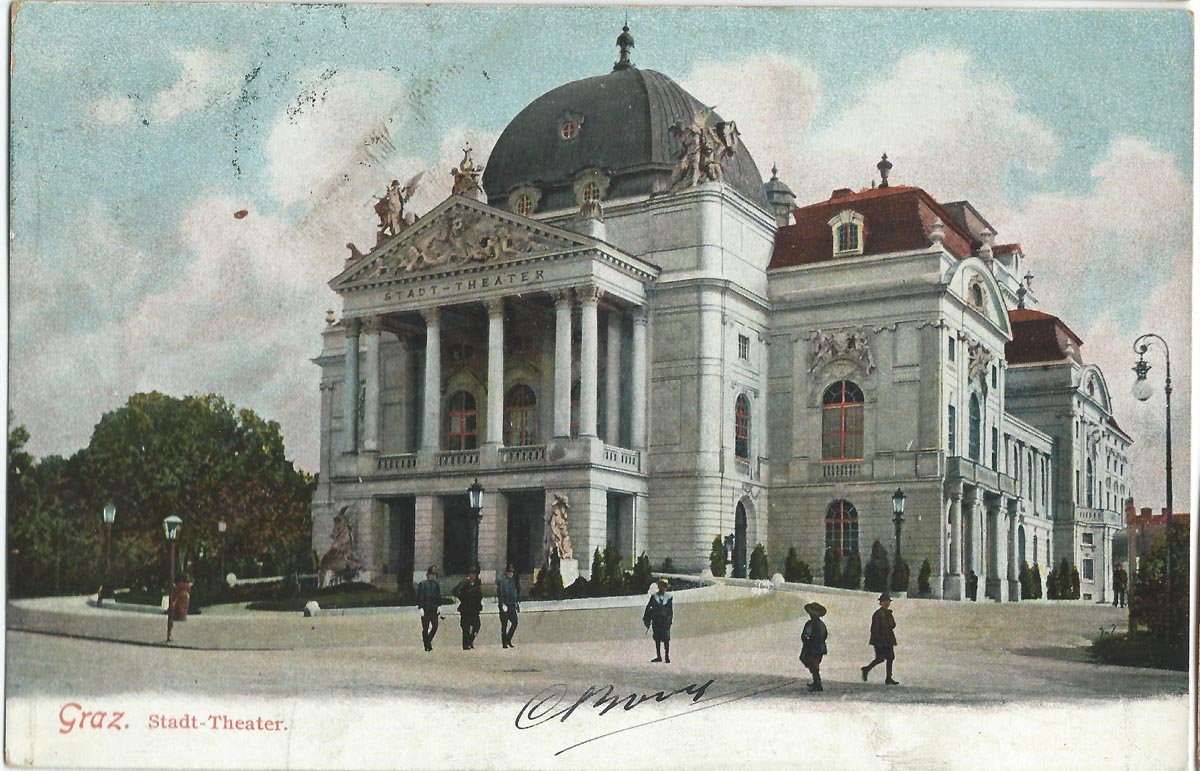
Das „Stadt-Theater“ in Graz
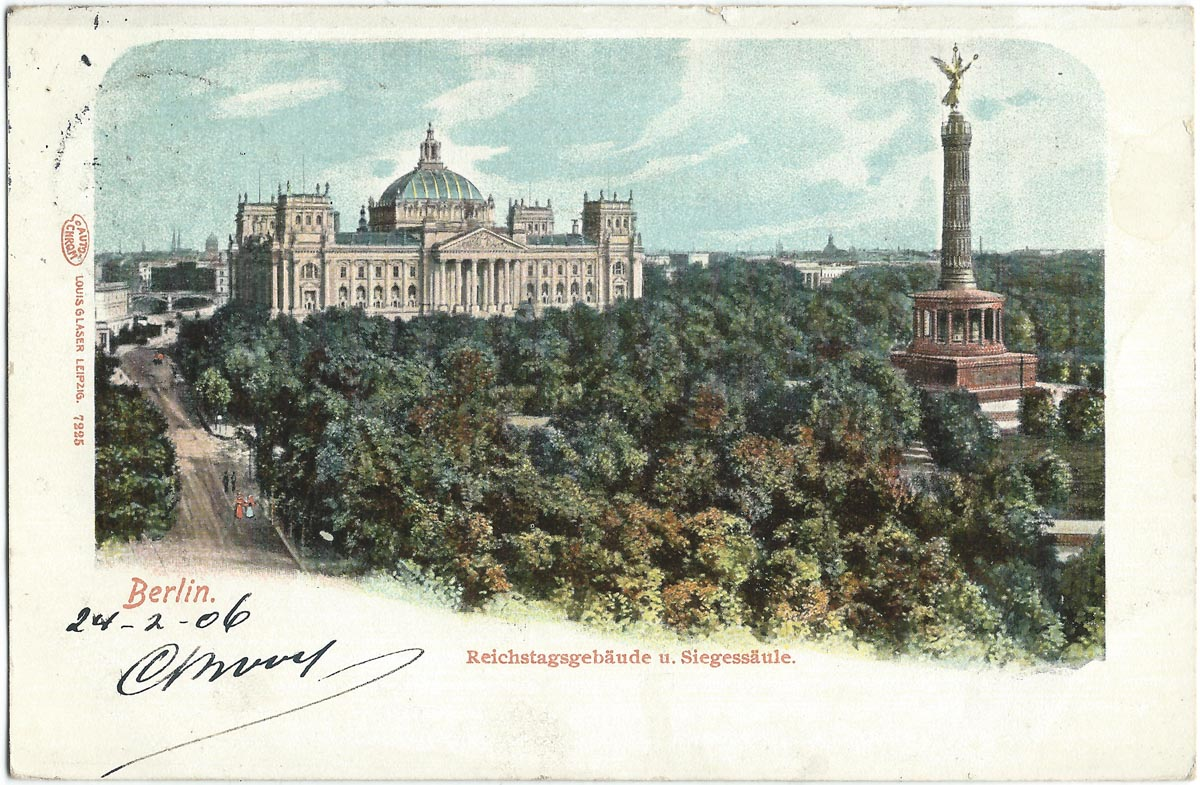
Reichstagsgebäude und Siegessäule in Berlin; „Autochrom“-Ansichtskarte Nummer 7225